# Parc de la Rambleta (València)

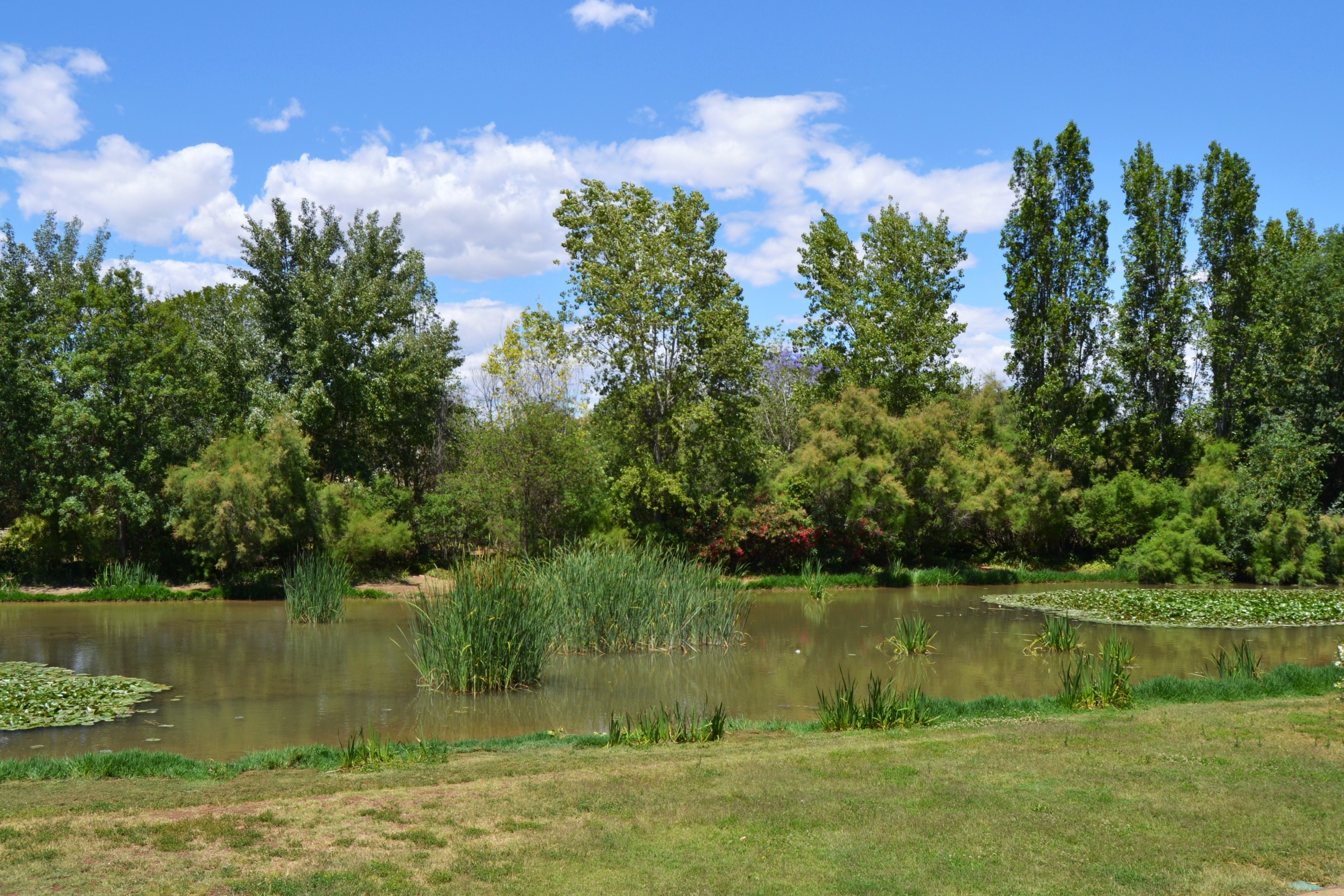
Llacuna del parc.

El Parc de la Rambleta és un parc municipal de València situat al sud de la ciutat, a l'oest del barri de  Sant Marcel·lí. De forma aproximadament rectangular, es troba entre l'esmentat barri i el Cementeri General. L'envolten el carrer de Pius IX a l'est, el camí vell de Picassent a l'oest i l'avinguda de Tomàs Sala (part de la Ronda Sud) al nord.